# James La Fayette Evans

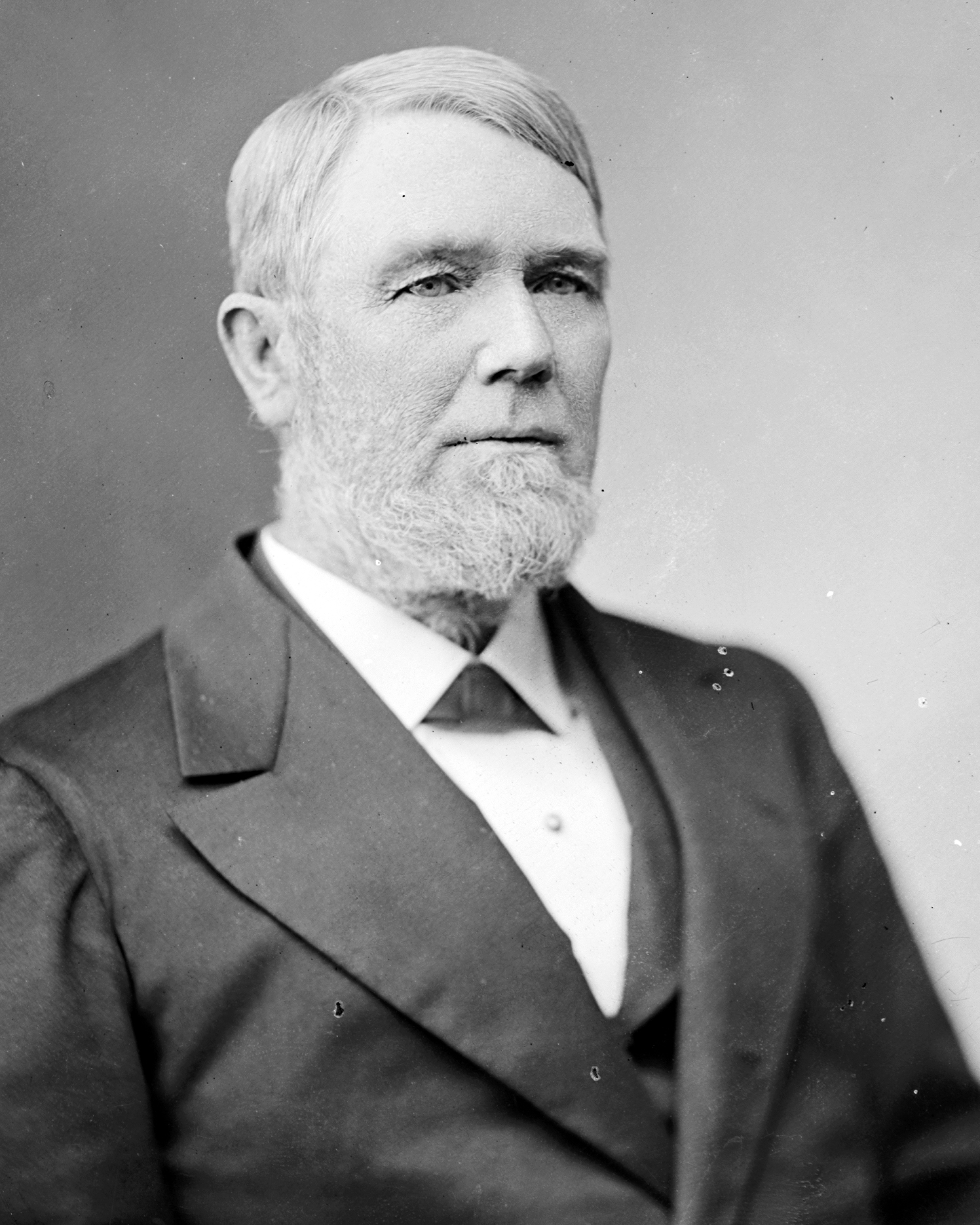
James La Fayette Evans

James La Fayette Evans (* 27. März 1825 in Clayville, Harrison County, Kentucky; † 28. Mai 1903 in Noblesville, Indiana) war ein US-amerikanischer Politiker. Zwischen 1875 und 1879 vertrat er den Bundesstaat Indiana im US-Repräsentantenhaus.

## Werdegang
James Evans besuchte die öffentlichen Schulen seiner Heimat. Im Jahr 1837 kam er mit seinen Eltern in das Hancock County in Indiana. Seit 1845 lebte Evans in Marion, wo er im Handel arbeitete. Diese Tätigkeit setzte er ab 1850 in Noblesville fort. Dort betrieb er auch einen Getreidespeicher und eine Schweineschlachterei.
Politisch war Evans Mitglied der Republikanischen Partei. Bei den Kongresswahlen des Jahres 1874 wurde er im elften Wahlbezirk von Indiana in das US-Repräsentantenhaus in Washington, D.C. gewählt, wo er am 4. März 1875 die Nachfolge von Jasper Packard antrat. Nach einer Wiederwahl konnte er bis zum 3. März 1879 zwei Legislaturperioden im Kongress absolvieren. 1878 verzichtete Evans auf eine erneute Kandidatur. In den folgenden Jahren zog er sich wieder aus der Politik zurück. Er betrieb weiterhin einen Getreidespeicher. James Evans starb am 28. Mai 1903 in Noblesville.